# John Russell (prohibitonist)

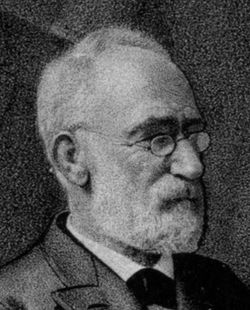
John Russell

John Russell  (Livingston County, 20 september 1822 – Detroit, 3 november 1912) was een Amerikaans methodistisch predikant en geheelonthouder. Hij was afkomstig uit Michigan.

## Levensloop
John was de zoon van Jesse Russell (1797 – 1885) en Catherine Russell (1800 – 1895). Zijn partner was Mary Jane Herriman Russell (1831 – 1913). Beiden zijn begraven op de Hart Cemetery in Chesterfield Township in Macomb County, Michigan. Ze hadden minstens een zoon, W.A. Russell, die in Florida een krant uitgaf, de Palatka News.

## Organisatorisch werk
Russell was in de negentiende eeuw een leidend figuur binnen de lobby voor drooglegging in de Verenigde Staten. Hij was een van de initiatiefnemers voor de oprichting van de Prohibition Party, die op 1 september 1869 in Chicago opgericht werd. Vanaf zijn verkiezing op het oprichtingscongres bleef hij tot 1872 voorzitter van het Nationaal Uitvoerende Comité. Ook was hij tien jaar Chief templar (president) van de Michiganse afdeling van de Independent Order of Good Templars en twee jaar internationaal president. Ook deze organisatie, die op de vrijmetselarij geïnspireerd was, streefde naar onthouding van alcohol en drugs.

## Politiek
Van 1870 tot 1892 stelde Russell zich kandidaat voor diverse politieke functies, maar verloor hij de verkiezingen steeds met grote cijfers. Bij de presidentsverkiezingen van 1872 was hij de running mate van presidentskandidaat James Black, beide namens de Prohibition Party, maar het koppel kreeg na afronding 0,00% van de stemmen. Bij de verkiezingen voor het gouverneurschap van Michigan in 1892 haalde hij 4,43%.